# التغير المناخي في اليابان

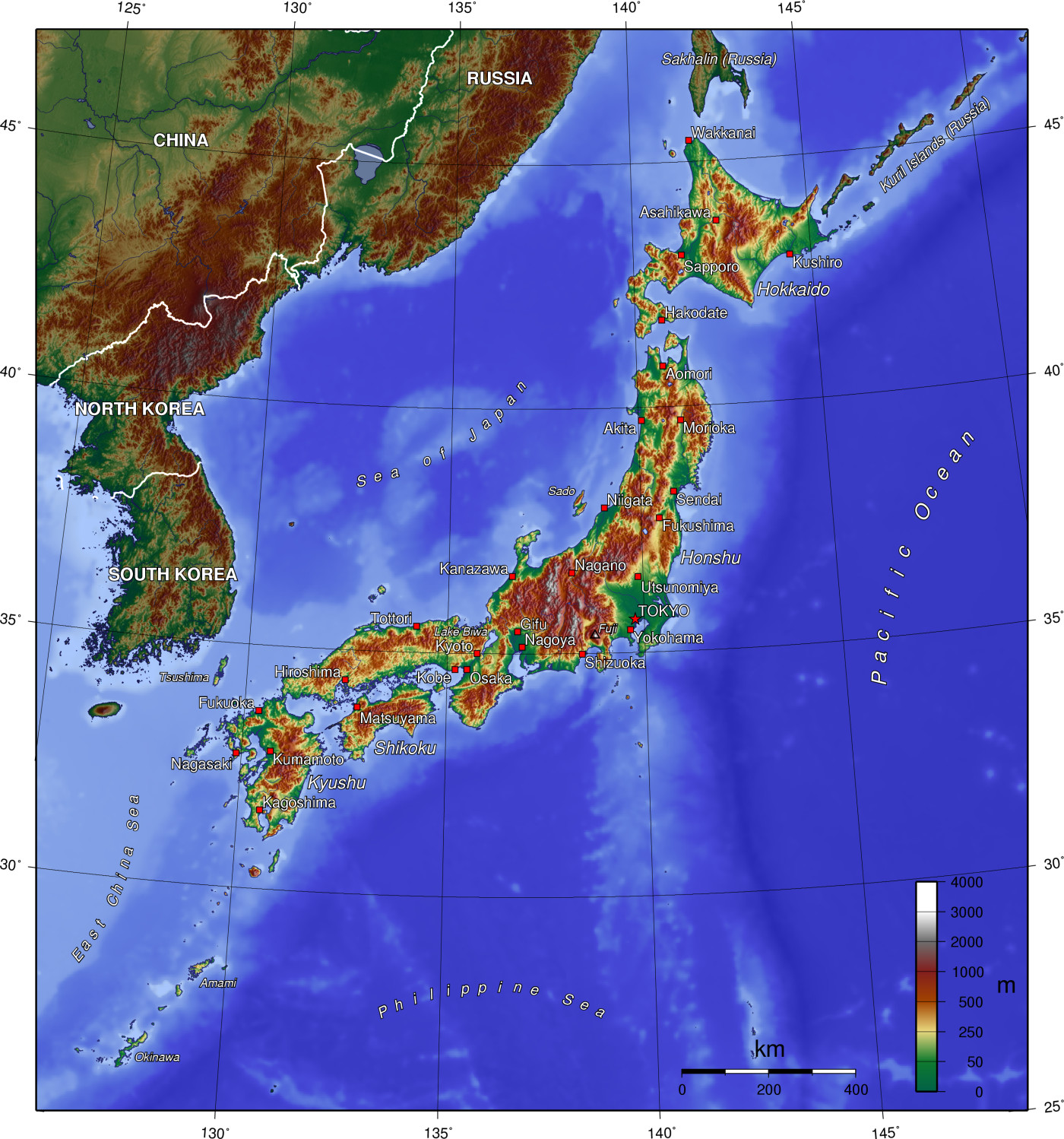
طوبوغرافية اليابان

تتأثر اليابان بالتغير المناخي بشكل فعلي، وتسن الحكومة اليابانية بشكل متزايد سياسات للاستجابة. تعد اليابان حاليًا رائدة على مستوى العالم في تطوير تقنيات جديدة صديقة للمناخ. رُشحت السيارات الكهربائية الهجينة لهوندا وتويوتا لتكون الأعلى كفاءة في استهلاك الوقود والتقليل من الانبعاثات.
يرجع الاقتصاد في استهلاك الوقود وانخفاض الانبعاثات إلى التكنولوجيا المتقدمة في الأنظمة الهجينة، والوقود الحيوي، واستخدام مواد أخف وزنًا، والهندسة الجيدة. تخضع اليابان بصفتها دولة موقعة على اتفاقية كيوتو ومضيفة لمؤتمر عام 1997 الذي دعت له، لالتزامات المعاهدة لخفض انبعاثات ثاني أكسيد الكربون واتخاذ خطوات أخرى تتعلق بالحد من التغير المناخي.
تقترح اللجنة الدولية للتغيرات المناخية (آي بّي سي سي) سيناريوين افتراضيين للمستقبل. الأول هو السيناريو «أي 1 بي» الذي يستند إلى افتراض أن العالم في المستقبل سيشهد المزيد من النمو الاقتصادي العالمي (سيكون تركيز ثاني أكسيد الكربون 720 جزء في المليون في عام 2100)، والآخر هو السيناريو «بي 1» المستند إلى افتراض أن العالم في المستقبل سيكون له اقتصاد أخضر عالمي (سيكون تركيز ثاني أكسيد الكربون 550 جزءًا في المليون في عام 2100).

## انبعاثات غازات الدفيئة
تعهدت اليابان بأن تصبح متعادلة من حيث الأثر الكربوني بحلول عام 2050. كانت اليابان في عام 2019 خامس أكبر منتج لانبعاثات الكربون. احتلت اليابان في عام 2013، المرتبة 28 في قائمة البلدان من حيث انبعاثات ثاني أكسيد الكربون للفرد. كانت اليابان في عام 2017، مسؤولة عن 3.3% من انبعاثات ثاني أكسيد الكربون على مستوى العالم.
ذكرت هيئة الإذاعة البريطانية (بي بي سي) في عام 2007، أن اليابان واجهت صعوبة في تحقيق هدف التخفيض بنسبة 6% بموجب اتفاقية كيوتو، ويرجع ذلك جزئيًا إلى أن الشركات اليابانية كانت بالفعل فعالة للغاية في استخدام الطاقة، وعلى الرغم من ذلك، صرح رئيس الوزراء السابق شينزو آبي في مايو 2007، بوجوب تخفيض الانبعاثات العالمية بنسبة 50% بحلول عام 2050، وتوقع أن تلعب اليابان دورًا رائدًا في مثل هذا الجهد. قال آبي: «يجب أن نخلق إطارًا جديدًا يتجاوز اتفاقية كيوتو، حيث سيشارك العالم بأسره في الحد من الانبعاثات».
زادت انبعاثات الكربون من إنتاج الطاقة منذ أحداث زلزال توهوكو، إلى مستويات قريبة من الرقم القياسي، وبلغ 1227 مليون طن من إنتاج الطاقة (انخفاض قدره 0.6% فقط من انبعاثات إنتاج الطاقة) مخالفًا الرقم المتفق عليه في اتفاقية كيوتو والبالغ 1136 مليون طن (خفض 8% من 1235 مليون طن). أدى الاستخدام المتزايد للغاز والفحم لتعويض القدرة النووية المفقودة إلى زيادة إنتاج ثاني أكسيد الكربون بأكثر من 3% على الرغم من انخفاض الطلب على الكهرباء بنسبة 15% تقريبًا.
تخضع اليابان بصفتها دولة موقعة على اتفاقية كيوتو ومضيفة لمؤتمر عام 1997 الذي دعت له، لالتزامات بموجب المعاهدة لخفض مستوى انبعاثات ثاني أكسيد الكربون إلى أقل من المستوى الذي كانت عليه في عام 1990 بنسبة 6%، واتخاذ خطوات أخرى تتعلق بالحد من التغير المناخي. تعدّ اليابان خامس أكبر مصدر للانبعاثات في العالم.

## التأثيرات على البيئة الطبيعية

### تغيرات درجات الحرارة والطقس
أثر التغير المناخي على اليابان بشكل كبير، إذ ازدادت درجات الحرارة ومعدل سقوط الأمطار بسرعة في السنوات التي سبقت عام 2020. أدى ذلك إلى عدم نضج حبوب الأرز، وإلى انفصال البرتقال تلقائيًا عن قشره بسبب النمو غير الناضج الذي تسبب به الطقس غير المناسب. ماتت الكثير من الشعاب المرجانية في البحار والمحيطات اليابانية بسبب ارتفاع درجة حرارة البحر وتحمض المحيطات. تبيّن وجود بعوض النمر الذي ينقل حمى الضنك بشكل أكثر من ذي قبل في الشمال.
تكشف حسابات محاكي الأرض عن الزيادة اليومية في متوسط درجة الحرارة في اليابان خلال الفترة من 2071 إلى 2100، إذ سترتفع درجة الحرارة بمقدار 3.0 درجة مئوية في السيناريو بي 1 و4.2 درجة مئوية في أي 1 بي مقارنةً بما كانت عليه في الفترة من 1971 إلى 2000، وستزداد بالمثل درجة الحرارة القصوى اليومية في اليابان بمقدار 3.1 درجة مئوية في السيناريو بي 1 و4.4 درجة مئوية في السيناريو أي 1 بي. من المتوقع ازدياد هطول الأمطار في الصيف في اليابان باطراد بسبب الاحتباس الحراري (سيزداد المتوسط السنوي لهطول الأمطار بنسبة 17% في السيناريو بي 1 وبنسبة 19% في السيناريو أي 1 بي خلال الفترة 2071-2100 مقارنةً بالفترة 1971-2000).

### النظم البيئية

#### الشعاب المرجانية
صرحت وزارة البيئة في يناير عام 2017، أن 70% من بحيرة سيكيسي في أوكيناوا- أكبر شعاب مرجانية في اليابان- قد تدمرت بسبب تبيض المرجان. تحتوي الشعاب المرجانية على العديد من الأسماك، لذلك كان لهذا، وسيكون له عواقب وخيمة.

## التخفيف من الآثار والتكيف معها

### السياسات والتشريعات
تعدّ اليابان- كعضو في اتفاقية باريس- أول دولة تطلق خطة وطنية جديدة للمناخ بحلول عام 2020 كما هو مطلوب في اتفاقية 2015. لم تتضمن الخطة الجديدة مع ذلك، أي تغييرات كبيرة عن خطة المناخ الوطنية لعام 2013، والتي تهدف إلى تقليل الانبعاثات عن معدلات 2013 بنسبة 26%. دفع هذا الافتقار في الإجراءات الحازمة معهد الموارد العالمية إلى وصف الخطة بأنها «تضع العالم في مسار أكثر خطورة». وصف ناويوكي ياماغيشي، رئيس المجموعة اليابانية للمناخ والطاقة التابعة للصندوق العالمي للحياة البرية، الخطة بأنها «حركة خاطئة تمامًا».
وضعت اليابان في عام 2018 خطتها الاستراتيجية للطاقة، مع أهداف محددة لعام 2030، وتهدف الخطة إلى تقليل استخدام الفحم من 32% إلى 26%، وزيادة مصادر الطاقة المتجددة من %17 إلى 22-24%، وزيادة الطاقة النووية من %6 إلى 20-22 % من مزيج إنتاج الطاقة. أعلنت اليابان- كجزء من هذا الهدف- هدفًا يتمثل في إغلاق 100 محطة قديمة منخفضة الكفاءة تعمل بالفحم من أصل 140 محطة طاقة تعمل بالفحم. اعتُبرت 114 محطة من أصل 140 محطة تعمل بالفحم في اليابان، محطات قديمة وغير فعالة اعتبارًا من عام 2020، واعتُبرت 26 محطة، محطات عالية الكفاءة، وهناك 16 محطة جديدة عالية الكفاءة قيد الإنشاء حاليًا. ما يزال إنتاج الطاقة من الفحم في الخارج ممولًا مع حلول عام 2021. صرحت الحكومة اليابانية أنها ستحاول أن تكون متعادلة من حيث الأثر الكربوني في أقرب وقت ممكن في النصف الثاني من القرن. الهدف الرسمي للحكومة اليابانية هو الوصول إلى الصفرية الصافية في عام 2050.
استهدفت حملة كول بيز التي أُطلقت في عهد رئيس الوزراء الياباني السابق جونيتشيرو كويزومي، تقليل استخدام الطاقة، من خلال تقليل التكييف في المكاتب الحكومية.[بحاجة لمصدر]